# 英陽郡
英陽郡（：／ Yeongyang gun */?）位于韩国庆尚北道东北部内陆地区的一个郡，
交通不便，常被称为内陆的海岛。在庆尚北道中是人口最少的一个郡。多山多谷，只有10%的土地是可耕地。作物盛产苹果和胡椒粉。有胡椒粉试验站。1984年起，开始选胡椒粉小姐。 
有很深的文化传承。历史上有许多学者。当代有李文烈等文人。
2003年被台风袭击。

## 交通
- 道路 : 國道31號 (韓國), 國道88號 (韓國)（朝鲜语：국도 제88호선）

## 友好城市
- 江東區
- 恩平區